# Lajos Kiss
Lajos Kiss (ur. 22 maja 1934 w Miszkolcu, zm. 31 sierpnia 2014 w Tiszalúc) – węgierski kajakarz, brązowy medalista olimpijski z Melbourne.
Zawody w 1956 były jego jedynymi igrzyskami olimpijskimi. Był trzeci na dystansie 1000 metrów. Na mistrzostwach świata w 1958 zdobył srebro w sztafecie kajakowej. W 1957 zdobył brąz mistrzostw Europy w sztafecie, w 1959 był drugi w sztafecie i na dystansie 1000 metrów. 